# Mariana Petrušová
Mariana Petrušová (11 de diciembre de 1999) es una deportista eslovaca que compite en piragüismo en la modalidad de aguas tranquilas.
En los Juegos Europeos de Minsk 2019 obtuvo una medalla de bronce en la prueba de K1 5000 m. Ganó una medalla de bronce en el Campeonato Europeo de Piragüismo de 2021, en la prueba de K1 1000 m.

## Palmarés internacional
| Juegos Europeos    | Juegos Europeos     | Juegos Europeos   | Juegos Europeos |
| Año                | Lugar               | Medalla           | Competición     |
| ------------------ | ------------------- | ----------------- | --------------- |
| 2019               | Minsk (Bielorrusia) | Medalla de bronce | K1 5000 m       |
| Campeonato Europeo |                     |                   |                 |
| Año                | Lugar               | Medalla           | Competición     |
| 2021               | Poznań (Polonia)    | Medalla de bronce | K1 1000 m       |